# Thibault Richard
Thibault Richard est un français.

## Biographie
Thibault Richard soutient en 1995 une thèse de doctorat en histoire intitulée Le poids de l'occupation allemande sur l'espace rural Bas-Normand entre 1940 et 1944 sous la direction de Guy Pedroncini auprès de l’Université Paris 1 (Panthéon-Sorbonne). Il est considéré comme un spécialiste en polémologie.
Dans ses travaux, il alimente la réflexion technique portant sur les lignes de défense fortifiées au XXe siècle. Il étudie aussi le fonctionnement des armées occidentales au travers d'études problématisées. Enfin, il s'intéresse tout particulièrement aux populations civiles, en temps de paix comme en temps de guerre.
D'une manière générale, une large part de ses travaux concerne l'étude du processus d'adaptation qui permet aux civils comme aux soldats de travailler, de combattre, de survivre dans un environnement de guerre. La relation entre la destruction d'un quotidien maîtrisé et le temps de guerre qui modifie radicalement les priorités de l'existence, les hiérarchies sociales et le prix de la vie, est au cœur de ses recherches.
Diplômé de l’École supérieure des officiers de réserve spécialistes d'état-major (Promotion « Colonel Jouvel » - 1995), Thibault Richard a servi pendant 25 ans dans la réserve opérationnelle de l'Armée de Terre, notamment au 54e Rima, au 46e RI, à l'état-major de la première brigade logistique et à la Délégation aux Réserves de l'Armée de Terre.
Il a publié sept ouvrages et écrit dans la revue Guerres mondiales et Conflits contemporains ainsi que dans la Revue historique des Armées.
Thibault Richard est sociétaire de la Société des auteurs de Normandie, sociétaire de la Société française des intérêts des auteurs de l’écrit, sociétaire de la Société des gens de lettres, membre de l'Association des écrivains combattants.

## Publications

### Ouvrages
- Les Normands sous l’Occupation (1940-1944) Vie quotidienne et années noires, éditions Charles Corlet, 1998, 270 p.  (ISBN 978-2-85480-727-1)[3],[4],[5]
- La Résistance dans le Sud-Ouest - Charlotte Loupiac et le réseau Vidal (1940 -1944), éditions Atlantica, 1999, 211 p.  (ISBN 978-2-84394-166-5)[6],[7]
- La 43e division d'infanterie dans la guerre, 3 septembre 1939 - 26 juin 1940 - Des forêts d’Alsace aux chemins de Normandie , éditions Corlet, 2001, 250 p.  (ISBN 978-2-84706-004-1)[8],[9]
- Balades normandes... racontées par la carte postale ancienne, éditions Corlet, 2003, 175 p.  (ISBN 978-2-84706-133-8)[10]
- Vivre en région parisienne sous l'Occupation - La Seine & Oise dans la guerre (1940-1944), éditions Corlet, 2004, 327 p.  (ISBN 978-2-84706-131-4)[11],[12]
- L'Aventure aéronautique en Normandie (1920-1940) - La base aérienne no 131 de Caen-Carpiquet, une naissance bien difficile, éditions Corlet, 2006, 262 p.  (ISBN 978-2-84706-230-4)[13]
- France Mai-juin 1940 - L'ampleur d'un désastre, Éditions Patrimoines et Médias, 2010, 309 pages  (ISBN 978-2-916757-56-8) [14]

## Distinctions

### Décorations
- Chevalier de l'ordre national du Mérite
- Chevalier de l'ordre des Arts et des Lettres
- Chevalier de l'ordre des Palmes académiques
- Médaille de la Défense nationale, échelon argent
- Médaille des services militaires volontaires, argent

### Récompense
- Lauréat du prix Vermont décerné en 2000 par l'Académie des sciences, belles-lettres et arts de Rouen.